# Kokushi

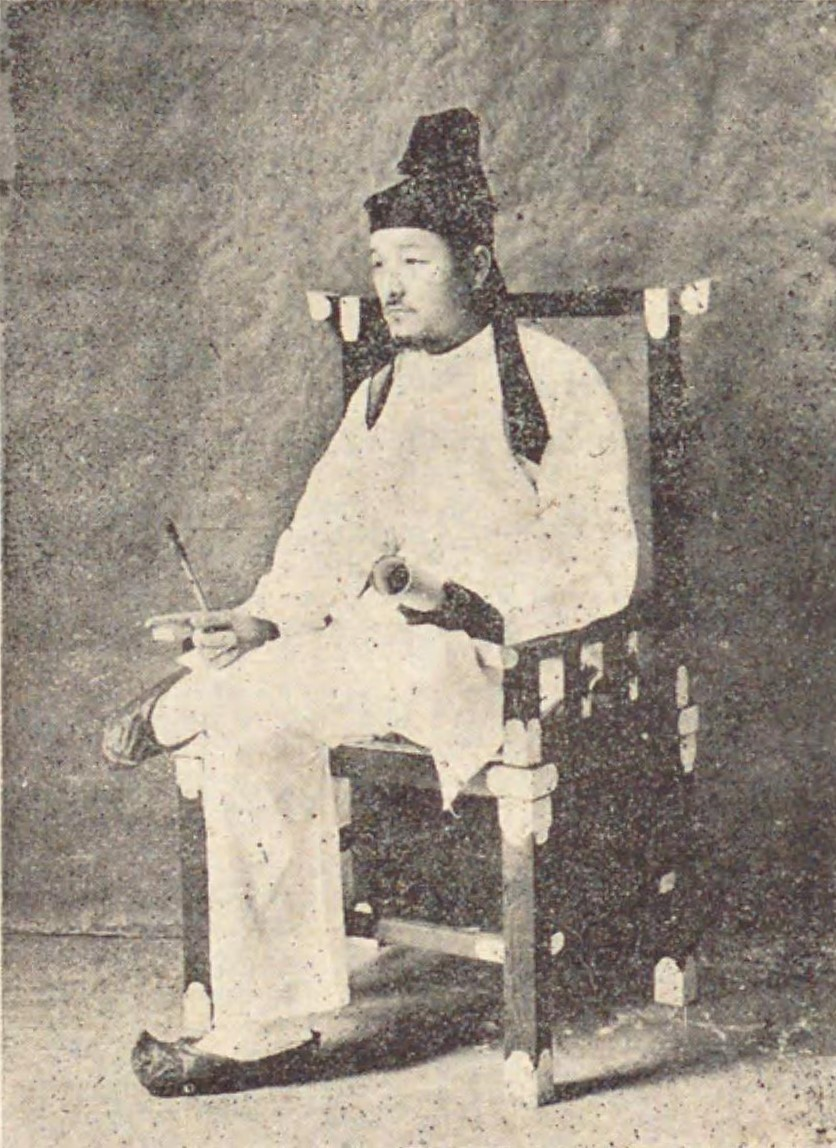
Recreación de un kokushi de la era Taika.

Kokushi (国司?  también leído Kuni no tsukasa) eran funcionarios provinciales en el Japón clásico. Eran nobles enviados desde el gobierno central de Kioto para supervisar una provincia, un sistema que se estableció como parte de la Reforma Taika en 645 y promulgado por el sistema Ritsuryō. Había cuatro clases de kokushi, de mayor a menor: Kami (守), Suke (介), Jō (掾) y Sakan (目). En la Edad Media, un gobernador en funciones llamado mokudai, el daikan de los kokushi, asumió el gobierno local de la provincia, mientras que los kokushi regresaban a la capital para asumir una función de supervisión.

## Historia
La referencia más antigua al término kokushi aparece en la Constitución de diecisiete artículos del año 604. Como parte de la Reforma Taika en 645, se estableció un nuevo sistema de gobierno provincial, que marcó el comienzo del kokushi. Antes de esto, los gobernadores eran llamados mikotomochi (宰 o 使者). Este término fue reemplazado por los caracteres kanji 国 (provincia) y 司 (gobernador), y por eso pasó a conocerse como kokushi.
Los kokushi se dividían en cuatro clases (四等官, sitōkan ), de mayor a menor: Kami (守), Suke (介), Jō (掾) y Sakan (目). Japón estaba dividido en 66 provincias y dos islas, y el número de funcionarios kokushi y clases designadas para cada provincia dependía de a cuál de las cuatro clases provinciales (dai, jō, chū y ge) pertenecía.
Tenían un poder considerable, ya que estaban a cargo de la administración, las finanzas, la ley y el ejército de la provincia. En un principio el mandato era de seis años, pero luego se redujo a cuatro años, con excepción de algunas provincias especiales. Durante su mandato, los kokushi recibían ingresos a través de la recaudación de impuestos y posteriormente recibían privilegios financieros que los funcionarios del gobierno central no recibían. A medida que el sistema ritsuryō comenzó a declinar, la posición de kokushi fue vista como un tipo de fuente de ingresos.
En septiembre de 826, los príncipes de la Familia Imperial fueron nombrados kokushi en la provincia de Kazusa, la provincia de Hitachi y la provincia de Kōzuke. Estos kokushi de clase kami se llamaban taishu, y como no abandonaban la capital y trabajaban en su provincia asignada, nacieron provincias sin gobernador local. En contraste, los kami que abandonaban la capital para ocupar su cargo local pasaban a ser conocidos como zuryō.
Después del siglo X, tras la inestabilidad y disolución del sistema ritsuryō, los antiguos deberes de los gobernadores de distrito (gunji) y funcionarios inferiores fueron asumidos por los kokushi, lo que los hizo aún más poderosos.
Sin embargo, en respuesta al creciente poder de los kokushi, los gobernadores de distrito y los plebeyos comenzaron a luchar contra ellos. Debido a la resistencia cada vez más fuerte, los kokushi regresaron a la seguridad del gobierno central en Kioto y designaron un gobernador interino (mokudai), el daikan del kokushi, que gobernaba la provincia localmente mientras que el kokushi asumía el papel de supervisor.
Tras el establecimiento de los gobiernos locales (rusudokoro) de los mokudai y la instalación de feudos provinciales (chigyōkoku), los kokushi se convirtieron en una nueva categoría de señores señoriales. A medida que a los Ministros del Sesshō, del Kampaku y del Gran Consejo se les permitió llenar cualquier puesto vacante de kami y enviar a sus delegados privados, los mokudai, para encargarse de los deberes prácticos de gobierno, todo el sistema de kokushi se volvió cada vez más corrupto. Como los mokudai también eran designados de entre los poderosos clanes locales, el gobierno provincial se estaba distanciando cada vez más del gobierno central en Kioto.
Después del período Heian, el funcionario de mayor rango, kami, pasó a ser conocido también como zuryō (受領). El término originalmente significaba el cambio de cargo a un kokushi recién asignado.
En el período Kamakura, tras el establecimiento del shogunato Kamakura, los samuráis formaron su propio gobierno provincial, los shugo, que eran designados por el shogun y los shikken, en contraste con los kokushi, que eran designados por la Corte Imperial. Los shugo usurparon gradualmente el poder de los kokushi, convirtiéndose en gobernadores de facto, mientras que los kokushi siguieron siendo gobernadores de iure, aunque en la práctica eran titulares sin poder.
Incluso después de la abolición de los señoríos medievales, políticamente, el kokushi permaneció como un título honorífico hasta la Restauración Meiji en 1868.